# Српска православна црква Светог Николе у Нерадину
Српска православна црква Светог Николе у Нерадину, подигнута је у првој половини 18. века (1732) и представља споменик културе од великог значаја.

## Изглед
Николајевска црква у Нерадину саграђена је као једнобродна грађевина са споља петостраном апсидом, правоугаоним певницама, куполом десетостраног тамбура и складним звоником. Олтарску преграду ранобарокног стила резбарио је непознати мајстор друге половине 18. века. Иконе се приписују новосадском сликару Василију Остојићу и његовом помоћнику Јовану Поповићу, а натписом су датоване у 1760. године. Уколико су аутори икона заиста Остојић и Поповић, то би значило да је нерадински иконостас настао у раном периоду њихове каријере. Остојић је прихватио стил свог украјинског учитеља Јова Василијевича, и до краја живота се држао својих уметничких веза са традицијом ранобарокне епохе, што је наручиоцима његових радова потпуно одговарало, судећи по популарности коју је имао и иметку које је стекао.
На архијерејском трону налази се икона Христа. Неколико целивајућих празничних икона малог формата радио је мајстор Јефрем Исаиловић 1778. године. Зидне слике непознатог аутора представљају библијске свете личности и догађаје као и српске светитеље.
Конзерваторско-рестаураторски радови обављани су у два маха, 1964. и 1982. године.